# The Panic Channel
The Panic Channel war eine amerikanische Alternative-Rock-Band aus Los Angeles, Kalifornien. Die Band bestand aus dem Sänger Steve Isaacs und drei ehemaligen Bandmitgliedern von Jane’s Addiction: Dave Navarro (Gitarre), Chris Chaney (Bass) und Stephen Perkins (Schlagzeug). Die Band veröffentlichte im Jahr 2006 ein Studioalbum und ist seit 2007 nicht mehr aktiv.

## Diskografie
- 2006: ONe (Album, Capitol Records)